# Nanofila marina
Nanofila marina ist eine Art von heterotrophen Amöben, die zu den Cercozoa gestellt wird und alleine eine eigene Familie Nanofilidae bildet. Sie lebt im Meer.

## Merkmale
Es sind kleine, heterotrophe Amöben mit unverzweigten, gränulären Filopodien. Während der Nahrungsaufnahme sind sie dem Substrat angepresst. Die Zellen haben einen Durchmesser von rund 3 Mikrometer und besitzen rund sechs sehr dünne Filopodien. Geißeln sind nicht vorhanden.

## Systematik
Nanofila marina ist die Schwestergruppe einer großen Klade von unbeschriebenen DNA-Umweltproben innerhalb einer größeren Klade, die als Klasse Granofilosea zusammengefasst wird.

## Belege
- David Bass, Ema E.-Y.Chao, Sergey Nikolaev, Akinori Yabuki, Ken-ichiro Ishida, Cédric Berney, Ursula Pakzad, Claudia Wylezich, Thomas Cavalier-Smith: Phylogeny of Novel Naked Filose and Reticulose Cercozoa: Granofilosea cl.n. and Proteomyxidea Revised. Protist, 2008 doi:10.1016/j.protis.2008.07.002